# روبرت يونغ (منافس ألعاب قوى)
روبرت يونغ (بالإنجليزية: Robert Young)‏ هو منافس ألعاب قوى أمريكي، ولد في 15 يناير 1916 في بيكرسفيلد في الولايات المتحدة، وتوفي بنفس المكان في 3 فبراير 2011.

## وصلات خارجية
- روبرت يونغ على موقع أوليمبيديا (الإنجليزية)